# ライアン・リーブス
ライアン・リーブス（Ryan Allen Reeves、1981年11月10日 - ）は、アメリカ合衆国のプロレスラー。ネバダ州ラスベガス出身。2016年9月に法的な名前をライバック・リーブス（Ryback Allen Reeves）に変更した。

## 来歴

### Tough Enough
2004年、ボディビルダーとして活動する傍らWWEが企画するリアリティーショー系のブランドである100万ドルタフイナフに参加。ダニエル・ピューダーやミズと競い合い、決勝まで進出するが優勝することができなかった。

### WWE

#### DSW
2005年9月、WWEと契約を交わし入団。傘下団体であるDSW（Deep South Wrestling）にてトレーニングを開始。11月23日、DSWヘビー級王座争奪トーナメントに出場。一回戦でマック・ジョンソンと対戦するが敗戦した。

#### OVW
2006年3月、オハイオ州を拠点とする傘下団体であるOVW（Ohio Valley Wrestling）に移籍。9月、ジョン・ボレンとハイ・ドセージ（High Dosage）なるタッグチームを結成。バッド・カンパニー（ショーン・オズボーン & マイク・クルーエル & エディ・クレイブン with ミレーナ・ルッカ）と抗争を展開。
2008年10月18日、未来からタイムスリップしてきたターミネーターギミックであるライバック（Ryback）へと変更して登場。OVWヘビー級王者であるアンソニー・ブラバドに挑戦。勝利してベルトを奪取。

#### FCW

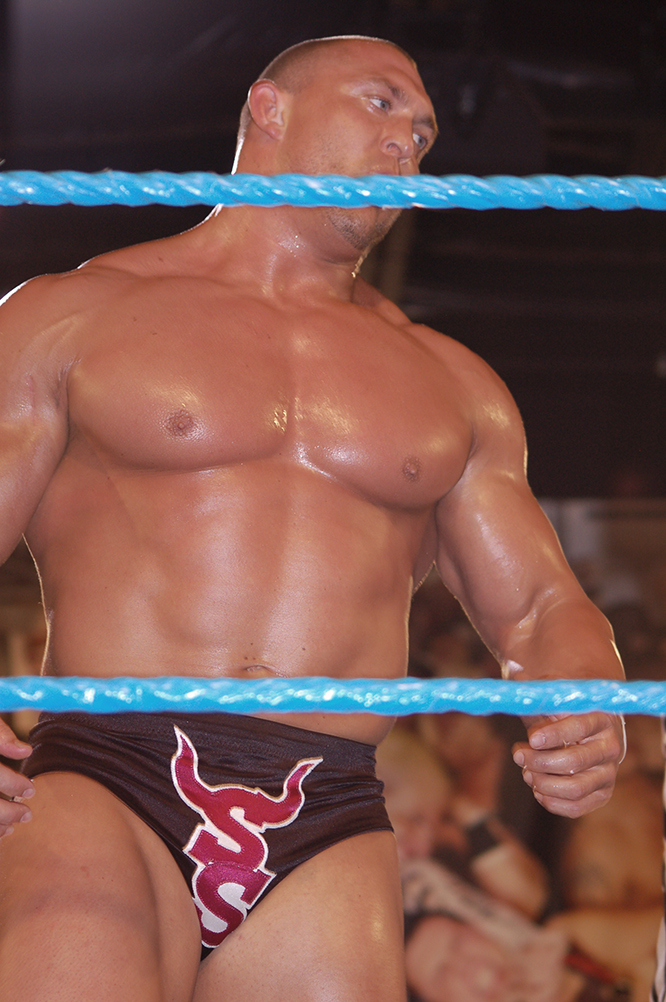
スキップ・シェフィールド時代

2009年1月、フロリダ州を拠点とする傘下団体であるFCW（Florida Championship Wrestling）に移籍。10月25日、FCW TVにてカウボーイギミックであるスキップ・シェフィールド（Skip Sheffield）へと変更。ジミー・ウーソと対戦して勝利。

#### WWE

##### 2010年 - 2011年
2010年2月23日、ECWが放送終了となり、新設されたブランドであるNXTのシーズン1にルーキーとして参加。ウィリアム・リーガルをプロに迎え、第6位という結果で終わる。
6月7日、RAWにてNXTシーズン1のルーキーで結成されたネクサスの一員として暴れ回る。8月18日、RAWハウスショーにてデビッド・オタンガと組んでハート・ダイナスティ（デビッド・ハート・スミス & タイソン・キッド）との対戦中に左足首を負傷。長期離脱する事になる。
2011年12月3日、RAWハウスショーにて復帰。アレックス・ライリーと対戦。勝利した。

##### 2012年
2012年1月、ギミックをOVW時代に使用していたリングネームであるライバックへと変更。9月24日、RAWにてバックステージでミック・フォーリーを襲撃したWWE王者のCMパンクと対峙。10月31日、ジム・ロスを侮辱するパンクを威嚇。ビンス・マクマホンによってHell in a Cell 2012にてヘル・イン・ア・セル・マッチでのWWE王座戦における挑戦者候補に指名される。そして同じく候補者となっていたジョン・シナから挑戦権を譲られる形となり、正式な挑戦者に決定した。10月28日、Hell in a Cell 2012にて王座戦では終始CMパンクを圧倒したが、シェルショックをパンクに仕掛けようとしたところにレフェリーであるブラッド・マドックスにローブローを浴びせられ、その隙を突いたパンクの丸め込みとマドックスの高速カウントによる初敗戦となった。

##### 2013年

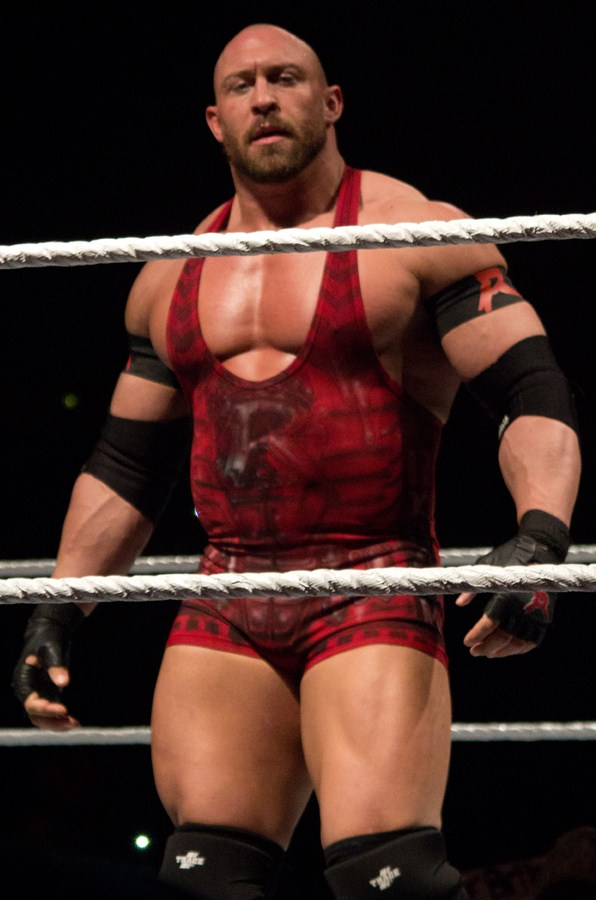
2013年のライバック

2013年1月27日、PPVであるRoyal Rumble 2013にてロイヤルランブルマッチに初出場すると共に最終入場順である30人目に登場。ダミアン・サンドウ、ランディ・オートン、ザ・ミズ、シン・カラといったレスラーを次々と脱落させ、最終的にシェイマス、シナの三つ巴戦へと展開。シェイマスを脱落へ追い込んだものの、最後はシナとの一騎討ちとなり敗れた。
Royal Rumble後、再びザ・シールドから襲撃されるようになり、シナ、シェイマスと結託して抗争を開始。2月17日、PPVであるElimination Chamber 2013や翌日のRAWでザ・シールドと6人タッグマッチ（後者はシナ→ジェリコ）を行いどちらも敗れた。
Wrestle Mania 29ではマーク・ヘンリーと対戦するも敗戦。翌日のRAWでシナがヘンリーに襲われた所を助けたが、直後にシナを急襲しヒールターン。さらにWWE王座への挑戦も表明し、Extreme Rules 2013での王座戦となるラストマン・スタンディング・マッチを行った。結果は引き分けとなったために決着は持ち越しとなり、6月16日のPaybackにてシナとの遺恨戦が決定。アンビュランスマッチを提案するがシナの更なる提案により、アンビュランスマッチを含んだ地獄の三本勝負（ランバージャックマッチ、テーブルマッチ、アンビュランスマッチ）を行い敗戦した。
シナとの抗争後、CMパンクと抗争するポール・ヘイマンを援護する形で登場するも敗戦した。以降、ヘイマンがマネージメントを担当するポール・ヘイマンズ・ガイ（Paul Heyman`s guy）の一員となってカーティス・アクセルと共闘するようになり、CMパンクと激闘を繰り広げるも勝つことができず、11月11日のRAWにてヘイマンを見限り、アクセルとのタッグチーム、ライバクセル（RybAxel）を結成して活動。12月2日のRAWでコフィ・キングストン & ザ・ミズ、5日のSmackDownでゴールダスト & コーディ・ローデスから連勝して勢いをつけるも15日のPPVであるTLC 2013にて争奪フェイタル4ウェイタッグマッチにおけるWWEタッグ王座戦に挑むもベルトを奪取するに至らなかった。

##### 2014年
2014年1月6日、Superstarsにてドルフ・ジグラーと対戦した際、ジグラーにラリアットを喰らわせて脳震盪にさせてしまった。試合後にTwitterにてジグラーを馬鹿にするという問題を起こした。以降もヒールとして活動し続けるものの、タッグ王座戴冠はできず、6月16日のRAWではゴールド & スターダスト（スターダスト & ゴールダスト）のデビューマッチの相手を務めるもジョバーという形で簡単に敗戦してしまった。
アクセルとの友好関係は順調であったものの、8月に故障した事によりタッグは自然解消となる。その際ロッカールームで、いつかライバクセルを再結成するとアクセルと約束するセグメントがあった。しばらくの間、出場機会を失うが10月27日、RAWにてボー・ダラスのオープンチャレンジ・マッチの対戦相手に名乗りを上げて復帰。勝利するとともにフェイスターンを果たした。
フェイスターン後、タイタス・オニール、ヒース・スレイター、セザーロといったレスラー達を相手に勝利を重ねる活躍を見せる。11月23日、Survivor Series 2014にてチーム・シナとオーソリティーとの試合の戦力として両チームから勧誘を受けるが「自分は誰とも手を組まない」と拒むものの、結局のところオーソリティーにメンバー入りしたが、ケインと口論になった事が原因となり造反。シナの説得もありチーム・シナへと入った。Survivor Series 2014以降、ケインとの抗争が続き12月15日、TLC 2014にてチェアーマッチでケインと対戦して勝利した。

##### 2015年
2015年5月31日、Elimination Chamber 2015にて空位となっていたIC王座を賭けたエリミネーション・チェンバー・マッチに出場。5番目で出番となりRトゥルースをフォール。そして最後にシェイマスとの一騎討ちとなりシェルショックを決めて勝利。WWE昇格後初の王座を戴冠した。

##### 2016年
2016年2月5日、SmackDownにてリングコスチュームをショートパンツに変更。5月、自身の起用法に対して抗議した事により出番がなくなり、8月5日、契約を更新せずWWEから退団した。

### インディー団体
WWE退団後、2016年8月25日、ニューヨーク州を拠点とするNEW（Northeast Wrestling）のRumble In Rocklandにてビッグ・ガイ（The Big Guy）のリングネームで参戦。ケニー・ベンガルと対戦。最後にミートフックからシェルショックを決めて勝利した。10月14日、ニュージャージー州を拠点とするWrestleProに参戦。パット・バックと組んでWrestleProタッグ王座を保持するヘブンリー・ボディーズ（ディセーブル・ダスティン & ジゴロ・ジャスティン）に挑戦。観客へ "Feed Me More!" チャントを呼び掛けるとジャスティンにミート・フックからシェルショックへと繋げて勝利。ベルトを奪取した。11月26日、ノースカロライナ州を拠点とするWrestleCadeに参戦。WrestleCade王座を保持マット・ハーディーに挑戦。王座を奪取するに至らなかった。

## 得意技

### フィニッシュ・ホールド

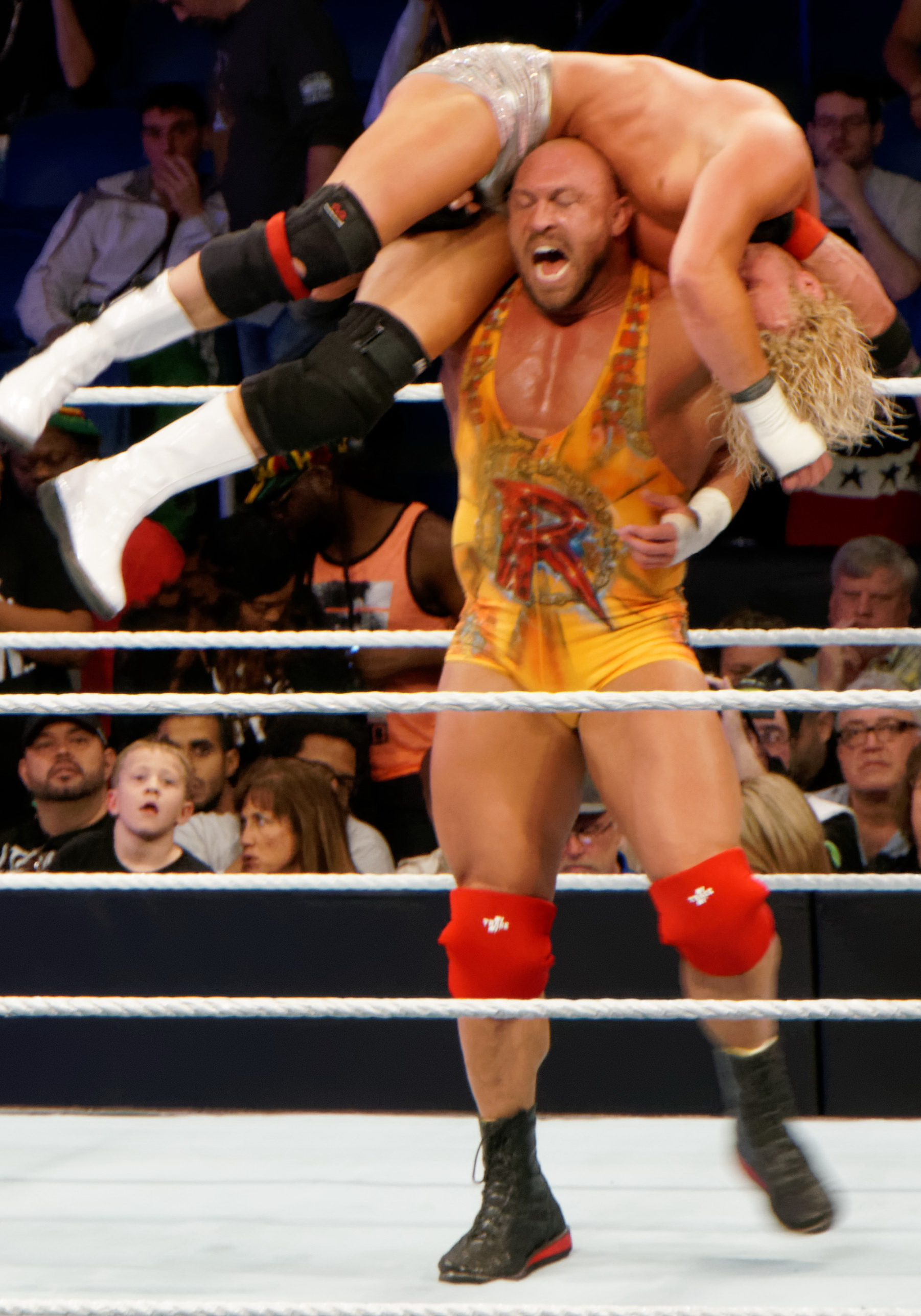
シェルショック
現在のフィニッシャー。
相手をフィッシャーマンの態勢で担ぎ上げてリング上を行進した後、バックフリップ式に後方へ落下させる。2013年3月より、フィッシャーマンではなくバックフリップの体制で使用している。
ビッグガイ・スプラッシュ
ミート・フック
スキップ・シェフィールド時代のフィニッシャー。
現在はつなぎ技として使用されており、助走をつけてクローズラインを相手に打ち込む。ワインドアップ式も使用する。
スキップ・シェフィールド時代はランニング・ハイ・インパクト・クローズラインという技名であった。
オーバー・ザ・ショルダー・ボールダー・ホールダー
NXT時代のフィニッシャー。ネクサス時代は使用しなかった。
相手をファイヤーマンズキャリーで担ぎ、おんぶしてからのスタナー。ライバックとして復帰してからはつなぎ技として使用しており、スリーパーをかけてきた敵に使用することもある。

### 打撃技
エルボー
バックエルボー
エルボー・スタンプ
ビッグガイ・ハンマー
極太の腕で殴るパンチ技で、オープン・ハンド・ブローとも呼ばれる。相手の胴体や首に連発で浴びせる。
クローズライン
ビッグブート
蹴った後、そのまま相手を踏みつけるような形をとる。カウンター式で繰り出されることが多い。

### 投げ技
スナップ・スープレックス
バーティカル・スープレックス
スープレックス
スーパープレックス
ジャーマンスープレックス
パワーボム
通常のパワーボム、投げぱなし式、連続式、エプロンサイドに叩き付ける様々なバージョンもある。
スクープスラム
スピンアウト・パワースラム
相手を自身と向き合うような形で肩に担ぎ、勢いを付けて相手を回転させ、反対の肩に持ち替えてからのパワースラム。
リフトアップ・スラム
スパインバスター
オクラホマ・スタンピード

### 飛び技
ミサイルキック
2015年から使用。
ダイビング・ヘッドバット

## 獲得タイトル
WWE
- IC王座 : 1回

OVW
- OVWヘビー級王座 : 1回

HLW（Heroes and Legends Wrestling）
- HLW王座 : 1回

WrestlePro
- WrestleProタッグ王座 : 1回

w / パット・バック

## 決め台詞
- Feed Me More
- Yep Yep Yep

## 入場曲
- Anthem
- Regality
- Wild And Young
- We Are One (12 Stones)
- Meat
- Meat On the Table
- Meat On the Perfect Table
- Feeding Time - 現在使用中